# NGC 4202
NGC 4202 ist eine Spiralgalaxie vom Hubble-Typ Sbc im Sternbild Jungfrau auf der Ekliptik. Sie ist schätzungsweise 250 Millionen Lichtjahre von der Milchstraße entfernt und hat einen Durchmesser von etwa 90.000 Lichtjahren.
Das Objekt wurde am 6. Februar 1878 von David Peck Todd entdeckt.